# Stud. chem. Helene Willfüer
Stud. chem. Helene Willfüer ist ein Roman von Vicki Baum von 1926. Er erschien erstmals 1928 und machte die Autorin bekannt.

## Inhalt
Die Chemiestudentin Helene Willfüer will in Heidelberg ihre Dissertation fertigstellen. Sie ist schwanger mit einem Kind von dem Medizinabsolventen Rainer, das sie vergeblich versucht abtreiben zu lassen. Rainer verübt Suizid, sie bekommt das Kind und bemüht sich weiter um den Abschluss ihrer Dissertation.
Danach arbeitet sie in einem Labor in München, wo sie an der Entwicklung eines Verjüngungsmittels maßgeblich beteiligt ist. Sie schafft es, durch selbstbewusste Forderungen, die Leitung einer Abteilung und ein hohes Gehalt zu bekommen. Am Ende heiratet sie ihren ehemaligen Professor.
Der Roman beeindruckt vor allem durch seine präzisen Beschreibungen von Alltagssituationen und  von   Menschen mit ihren Nöten und Schicksalen. Er beschreibt die Möglichkeiten und Probleme der neuen Frauen in den 1920er Jahren. Dabei werden Konfliktbereiche wie das Abtreibungsverbot und das Selbstbestimmungsrecht von jungen Frauen ausführlich dargestellt.
Helene Willfüer schafft es, durch Zähigkeit und einen starken Willen, in der beruflichen Karriereleiter aufzusteigen, was in der Realität für Frauen in dieser Zeit meist noch utopisch war.

## Hintergründe
Die österreichische jüdische Autorin Vicki Baum schrieb für den Ullstein Verlag in Berlin Bücher sowie zahlreiche Zeitschriftenartikel.
Der Roman Stud. chem. Helene Willfüer war ihr einziges Auftragswerk für diesen. Sie stellte ihn 1926 fertig. Der Verlag brachte ihn aber erst nach der Abmilderung der Strafen für Schwangerschaftsabbruch nach Paragraph 218 von 1927 heraus.
Er erschien zuerst als Fortsetzungsroman in der Berliner Illustrirten Zeitung von 28. Oktober 1928 bis 13. Januar 1929, wobei die Auflagenstärke der Zeitschrift kontinuierlich  um je 200.000 Exemplare erhöht werden musste, bis sie etwa zwei Millionen erreicht hatte. Danach  erschien er als Buch, in mehreren Auflagen in über 100.000 Exemplaren.

## Wirkung
Der Roman stud. chem. Helene Willfüer wurde ein großer Erfolg und machte die Autorin Vicki Baum  bekannt.

„Wohl kein Roman ist in den letzten Jahren in Fortsetzungen der Berliner Illustrirten Zeitung von Hunderttausenden so verschlungen und kritisiert worden wie dieser.“

Er wurde von vielen Leserinnen  als ein Prototyp einer erfolgreichen neuen Frau wahrgenommen, die die Probleme ihres Lebens einigermaßen meistert und im Beruf Erfolg hat. Es gab aber auch Kritik von konservativen Lesern, denen die Grundansichten und Beschreibungen des Romans zu freizügig waren.
Die Zigarettenfirma Greiling-Kolibri warb 1929 mit einem Foto von stud. chem. Helene Willfüer für eine Schlankheitszigarette, die diese entwickelt haben soll.
Vicki Baum veröffentlichte 1929 ihren nächsten Roman Menschen im Hotel, der sie noch berühmter machte, sodass sie in der Folge eine der bekanntesten Autoren ihrer Zeit wurde. 1933 wurden alle ihre Werke verboten.
Der Roman wurde in das Englische, Französische, Italienische, Spanische, Portugiesische, Niederländische, Schwedische, Finnische, Tschechische, Ungarische, Serbokroatische und Hebräische übersetzt.
Es gab zwei deutsche Verfilmungen 1930 und 1955 und eine französische 1936.

## Ausgaben
- Berliner Illustrirte Zeitung, Oktober 1928 – Januar 1929
- Stud. chem. Helene Willfüer, Ullstein, Berlin 1929 kurze Auszüge, mehrere Neuauflagen
- Stud. chem. Helene Willfüer, 21. Auflage, Heyne, München, 1983, letzte feststellbare deutschsprachige Taschenbuchauflage